# Franco Bracardi
Franco Bracardi (Roma, 16 maggio 1935 – Roma, 27 febbraio 2005) è stato uno sceneggiatore, musicista e attore italiano.
Fratello del comico Giorgio Bracardi, è noto per essere stato il pianista del Maurizio Costanzo Show.

## Biografia
Iniziò la sua carriera artistica nel campo musicale, quale accompagnatore, compositore e piccolo impresario. Ebbe un discreto successo, negli anni sessanta, con il complesso The Flippers, al fianco di Lucio Dalla. Nel 1970 si unì alla redazione del programma Alto gradimento, nella quale si occupò principalmente di scrivere le gag radiofoniche, unitamente a Renzo Arbore, Gianni Boncompagni, Mario Marenco ed al fratello maggiore, il celebre comico Giorgio Bracardi. Rimase a lavorare come autore in Rai per oltre dieci anni, anche occupandosi del programma Discoring. Fu pure conduttore di programmi televisivi minori, con il nome d'arte di Solforio.
Nel 1972 incise un 45 giri con il quintetto N.U. Orleans Rubbish Band (dove le lettere puntate stanno per "Nettezza Urbana"), che era composto, oltre che dallo stesso Bracardi al pianoforte, da Fabrizio Zampa alla batteria, Mauro Chiari al basso, Massimo Catalano al trombone e Renzo Arbore al clarinetto; questo gruppo pubblicò un 45 giri, contenente She was not an angel e The stage boy, inciso per gioco dai cinque. Ha composto i brani Strapazzami di coccole e Susy la pulce del west, su testo di Gianni Boncompagni nell'interpretazione di Topo Gigio.
La sua grande notorietà fu dovuta alla sua ultraventennale partecipazione nel Maurizio Costanzo Show, dove interpretava il ruolo del pianista al quale veniva affidato il compito di sottolineare o smorzare, improvvisando, i momenti difficili o salienti dello spettacolo. Nel cinema seppe proporre un'interessante figura di caratterista, utilizzata in molti film, soprattutto negli anni ottanta: lo ricordiamo principalmente nel ruolo del cugino di Lino Banfi nella divertente commedia Vieni avanti cretino (1982), diretta da Luciano Salce.
Come compositore firmò moltissimi successi di Raffaella Carrà (Scordalo ragazzo mio, Mi vien da piangere, Forte forte forte, A far l'amore comincia tu, Fiesta, Non dobbiamo litigare più, Il presidente, Ma ne sai più di me, Black Cat, E salutala per me, Drin drin, Torna da me, Soli soli, Joggin', A parole, Ma che vacanza è, Pedro, Domani, Life Is Only Rock'n'Roll, Uno, due, tre, In the City, Amicoamante, Ballo ballo, America, Fatalità, Rosso, Grande festa, Stasera io e te, Casa dolce casa, Non so chi sei, Wagon Love Wagon Lit), con la quale duettò simpaticamente nel varietà televisivo Fantastico tre del 1982 con la canzone Una coppia da buttare (il duetto è inserito nell'album Raffaella Carrà 82). Scrisse anche per altri interpreti: suo il brano Bambina mia (composto insieme ad Anna Rita Della Rosa con il testo di Gianni Boncompagni e Daniele Pace) inciso dagli Armonium. 

### Morte
Muore a Roma il 27 febbraio 2005 in seguito a una malattia. Riposa nel Cimitero Laurentino di Roma.

## Filmografia
- Io bacio... tu baci, regia di Piero Vivarelli (1961)
- Io la conoscevo bene, regia di Antonio Pietrangeli (1965)
- Ramon il messicano, regia di Maurizio Pradeaux (1966) (non accreditato)
- Splendori e miserie di Madame Royale, regia di Vittorio Caprioli (1970)
- Il lumacone, regia di Paolo Cavara (1974)
- San Pasquale Baylonne protettore delle donne, regia di Luigi Filippo D'Amico (1976)
- Orazi e Curiazi 3 - 2, regia di Giorgio Mariuzzo (1977)
- Il letto in piazza, regia di Bruno Gaburro (1978)
- Il pap'occhio, regia di Renzo Arbore (1980)
- Miracoloni, regia di Francesco Massaro (1981)
- Dio li fa poi li accoppia, regia di Steno (1982)
- Vieni avanti cretino, regia di Luciano Salce (1982)
- W la foca, regia di Nando Cicero (1982)
- Sballato, gasato, completamente fuso, regia di Steno (1982)
- Biancaneve & Co., regia di Mario Bianchi (1982)
- Zampognaro innamorato, regia di Ciro Ippolito (1983)
- Il diavolo e l'acquasanta, regia di Bruno Corbucci (1983)
- Cambiamento d'aria, regia di Gian Pietro Calasso (1988)

## Discografia parziale

### Album
- 1986 - Bracardevolmente (Fonit Cetra, LPX 164, LP)

### Singoli
- 1972 - She was not an angel/The stage boy (Tickle, TSP 1307, 7") con la N.U. Orleans Rubbish Band
- 1985 - Se penso a te (Five Record, FM 13082, 7")